# Lionheart (luchador)
Adrian McCallum   (Coventry, Inglaterra, 17 de diciembre de 1982-19 de junio de 2019), más conocido por su nombre artístico Lionheart, fue un luchador profesional británico que trabajó para diversas empresas independientes europeas.
Fue una vez campeón mundial al haber tenido un reinado con el Campeonato Mundial Peso Pesado de la ICW. También fue dos veces Campeón Zero-G de la ICW.

## Carrera

### Insane Championship Wrestling (2007-2019)
El 11 de febrero de 2007, Lionheart hizo su debut en Insane Championship Wrestling, perdiendo ante James Wallace. El 3 de abril de 2016, Lionheart capturó el Campeonato Zero-G de ICW de Davey Boy en ICW Barramania II. Luego procedió a perder el título en una escalera de 6 Man Stairway to Heaven Match a Kenny Williams el 20 de noviembre en Fear & Loathing IX. El 2 de diciembre de 2018 ganó el Campeonato Mundial Peso Pesado de la ICW por primera vez en su carrera, derrotando al excampeón Jackie Polo en un Title vs. Career en Fear and Loathing XI.

### Circuito independiente (2011-2019)
El 23 de septiembre de 2011, Lionheart hizo su debut en Preston City Wrestling en su programa "Road to Glory" derrotando a Jack Gallagher. En marzo de 2014, en un show de Preston City Wrestling, McCallum se rompió el cuello en 2 lugares luego de recibir el choque de estilos después del combate contra AJ Styles. Como resultado de la lesión, los médicos le advirtieron a McCallum que quizás nunca vuelva a caminar. Poco más de un año después, McCallum desafió las órdenes de los médicos y regresó a la competencia en el ring en marzo de 2015.
En 2008, McCallum compitió por el Campeonato Mundial de ROH contra el entonces campeón Nigel McGuinness en un programa One Pro Wrestling en un partido de triple amenaza que también involucra a Keith Myatt. En enero de 2011, McCallum compitió por TNA, perdiendo ante Jeff Jarrett en una muestra en Glasgow, Escocia. Más tarde, ese mismo año, también compitió por WWE, perdiendo ante Justin Gabriel en un dark match en SmackDown en Liverpool, Inglaterra.

## Muerte
El 19 de junio de 2019, ICW anunció por Twitter la muerte de Lionheart, sin dar más detalles. Lionheart había tuiteado el día de su muerte una frase de la serie de televisión After Life: «One day you will eat your last meal, you will smell your last flower, you will hug your friend for the last time. You might not know it's the last time, that's why you must do everything you love with passion.» («Un día comerás tu última comida, olerás tu última flor, abrazarás a tu amigo por última vez. Es posible que no sepas que es la última vez, es por eso que debes hacer todo lo que amas con pasión.»).

## En lucha
- Movimientos finales
  - Heartstopper (Uranage slam)[9]
  - Styles Clash (Belly-to-back inverted mat slam)[10] – 2016; parodiado de A.J. Styles
- Movimientos de firma
  - Diving elbow drop[9]
  - Frog splash[9]
  - Lionsault (Springboard moonsault) – adoptado de Chris Jericho[9]
  - Superkick[9]

## Campeonatos y logros
- British Championship Wrestling
  - BCW Heavyweight Championship (2 veces)[11]
  - BCW Openweight Championship (1 vez)[11]

- Danish Pro Wrestling
  - DPW Heavyweight Championship (1 vez)[11]

- Insane Championship Wrestling
  - ICW World Heavyweight Championship (1 vez)
  - ICW Zero-G Championship (2 veces)[11]

- New Generation Wrestling
  - NGW Tag Team Championship (1 vez) — con Joe Hendry & Kid Fite

- One Pro Wrestling
  - 1PW World Heavyweight Championship (1 vez)[11]
  - 1PW World Heavyweight Title Tournament (2011)

- Premier British Wrestling
  - PBW Heavyweight Championship (1 vez)[11]
  - PBW Tag Team Championship (1 vez) – con Wolfgang[11]

- Preston City Wrestling
  - PCW Heavyweight Championship (3 veces)[11]
  - PCW Tag Team Championship (1 vez) – con Sha Samuels

- Pro Wrestling Elite
  - PWE Tag Team Championship (1 vez) – con Lou King Sharp[11]

- Real Deal Wrestling
  - RDW Heavyweight Championship (1 vez)[11]

- Scottish Wrestling Alliance
  - NWA Scottish Heavyweight Championship (3 veces)[11]
  - Battlezone (2018)[12]

- Triple Team Promotions
  - King of the Castle Tournament (2007)[13]